# 雷電IV
『雷電IV』（らいでんフォー）は2007年にMOSSが開発し、PIC（旧パサデナインターナショナル）が発売したアーケードゲーム。ジャンルは縦スクロールのシューティングゲームである。

## 概要
雷電シリーズ第5作目である。基板は前作にあたる『雷電III』と同じTaito Type X。ゲーム内容も『III』の直接の続編という位置づけで、『III』で登場した新要素などはそのまま引き継がれている。

## ゲームシステム
装備やアイテムの詳細は『雷電』の項目も参照のこと。

### 操作
8方向レバー+2ボタン（ショット、ボム）で、自機「ファイティングサンダーME-02改」を操作する。ショットボタンは押しっぱなしでオート連射となる。ショットとサブウェポン（ミサイル）は同時に発射されるが、ミサイルは「溜め撃ち」が可能（詳細は後述）。ボムは発動した瞬間に自機が無敵となり、画面全体の敵弾を消し敵に大ダメージを与える。

### アイテム
敵を倒すと、以下のアイテムが出現することがある。
ショットアイテム
取るとショットがパワーアップし、取った時点での色に応じてショットの種類が切り替わる。アイテムの色は一定時間で赤→青→紫→赤…の順に変化していくが、今作ではショットを撃たないでいる間に限りアイテムの色変化が停止＆アイテムが自機に吸い寄せられるようになった。
ミサイルアイテム
取るとサブウェポン（ミサイル）がパワーアップし、取った時点での文字に応じてショットの種類が切り替わる。ショットアイテムと同様、M→H→R→M…の順番で種類が変化していく。アーケード版ではショットを撃ち止めても種類変化は停止せず吸い寄せも出来ないが、Xbox 360版ではXbox 360モード/Arcadeモードのどちらをプレイしているときでもショットアイテムと同様に撃ち止めで変化停止＆吸い寄せる仕様となっている。
勲章
取ると3000点。ステージクリア時にも取得数×30000点のボーナスが入るが、従来作品同様にミスした際はそれまでに取得した勲章の数がリセットされる。

### ショット
ショットの種類はアイテムによって変化し、以下の4種類がある（紫アイテムのレーザーはプレイ開始時にどちらか1つを選ぶため、ゲーム中には3種類の装備を使い分けることとなる）。アイテムを取った個数により、ショットはパワーアップしていく。
2人プレイでは、片方の機体にショットを当てると強力な弾を発する。
バルカン（赤）初期はこの状態。扇形に広がる弾を前方に連射する。
レーザー（青）前方正面に、直線状にレーザーを発射する。
プラズマレーザー（紫）『雷電II』で初登場した、敵を自動追尾しながら曲がるレーザー。攻撃力は他の装備に比べて若干劣るが、円状に曲げるなどして複数本のレーザーを重ねて当てると、威力を上げることができる。
プロトンレーザー改（紫）『雷電III』で初登場した、レバー入力で方向を左右に振ることのできる直線状のレーザー。今作では扇状に広がった3本のレーザーが同時に発射されるように変更されている。1本あたりの威力は弱めだが、発射しながらレバーを左右交互に入力すると、レーザーの間隔が狭まり、重ねて当てて威力を上げることができる。

### サブウェポン（ミサイル）
ショットアイテムと同様に、取ったミサイルアイテムにより攻撃の性質が変化する。
ニュークリアミサイル（M）
初速は遅いものの非常に高威力なミサイル。直線状に発射されるため横方向に弱いが、命中後には攻撃判定のある爆発が広範囲に生じる。
ホーミングミサイル（H）
敵を自動追尾するミサイル。前作よりも追尾性能が高くなった。
レーダーミサイル（R）
MとHの両方の特徴をほどよく合わせもつミサイル。直線状に発射されるが、ある程度ながら敵を追尾する性能を持つ。前作で生じていたバグは修正されている。
今作では一定時間撃たずにいるとミサイルの「溜め撃ち」が発動可能になる。この時は通常よりも多くのミサイルが一度に発射され、敵に命中すると1発あたり500点のボーナスが入る。溜め撃ちによる発射弾数は（M）と（H)が16発で、（R)が12発である。

### フラッシュショット
敵を破壊した際のスコアには、出現してから破壊するまでの時間に応じて倍率が掛かる。最大5倍。
ステージクリア時には、平均フラッシュショット倍率が表示される。

### 隠しキャラ
フェアリー
シリーズ恒例の味方キャラクター。取ると10000点のボーナスが入り、それ以降にミスして復活すると、直後に複数のアイテムをばら撒いてくれる。 
レーダー
条件を満たすと突如出現する建造物。通称ソル。破壊すると10万点（フラッシュショットは適用されない）。

### ダブルプレイ
コイン投入後に1P側でスタートし、モード選択画面中に両プレイヤーのレバーを下に4秒倒した後に2P側のボムボタンを押すと、特殊なルール下で1クレジットで2人同時プレイができる。前作『雷電III』でも導入された主に1人でダブルプレイをするために用意されたモードで、得点・所持ボム・残機ともに二人共通、残機0の状態で片方一方でもミスするとゲームオーバー（コンティニュー無効）となる。

## ステージ構成
「ORIGINAL」と「LIGHT」の2種類からゲームモードを選ぶことができる。
ORIGINALステージは全5面×2周構成。
LIGHTORIGINALよりも敵弾の速度が遅く、難易度が低い。ステージは全5面×1周構成。
| 面    | 解説 | ボス                         |
| ----- | --- | ---------------------------- |
| 1     | 『雷電』恒例の牛の佇む田園地帯上空を抜け、敵前線基地の飛行場に攻撃する。ボスは『雷電II』にも登場した多脚戦車。                             | エグゼレイ・イス             |
| 2     | 高層ビルのひしめく夜景都市での空中戦の後、滝の流れる渓谷地帯に向かう。ボスは1体の巨大爆撃機とそこから分離される2体の大型戦闘機との連続戦。 | オルド フュラス マイラザード |
| 3     | 前半『雷電』恒例の海洋基地ステージ。つり橋での戦闘を挟み、後半は貨物倉庫での戦闘。ボスは次々とパーツを合体させて巨大化する戦艦。           | ファメル・ヤー               |
| 4     | 古代遺跡が改造された敵基地へ侵入し、その深部にある敵要塞へと進んでいく。ボスは二体の蜘蛛型の高機動戦車と同時に戦闘。                       | アグェン エウァト            |
| 5     | 敵母艦を追って舞台は大気圏外へ。宇宙ドッグには過去の『雷電』シリーズに登場した多くの敵が待ち受ける。                                       | ホルダ・ガーディア           |
| 2-5EX | 2周目限定の追加ステージ。 | ホルダ・ゲシュトルアダ       |

## 発売までの経緯
本作のアーケード版の発表とロケテストから発売までには1年近くもの時間を要している。これは製品クオリティを上げるために「異常」とも言える作りこみや調整を行った結果で、公式サイトには「絶賛調整中」などの宣伝文句が飾られていることもあった。
- 2006年7月 - 本作の発表。
- 2006年7月22日～23日 - 第一回ロケテスト開催。
- 2006年9月14日～15日 - 第44回アミューズメントマシンショーでプレイアブル出展される。
- 2006年10月14日～16日 - 第二回ロケテスト開催。
- 2006年12月27日～ - 第三回ロケテスト開催。
- 2007年2月20日～ - 第四回ロケテスト開催。
- 2007年5月28日 - 発売日正式発表。
- 2007年6月7日 - 『雷電IV』発売。

ロケテストから製品版で主に変更された点に以下がある。この他にも、敵配置や耐久力・武器の攻撃力などの細かな調整は発売まで綿密に行われていた。
- 面クリア時にデモムービー挿入 - 第二回ロケテストで削除
- 1P2Pの性能差 - 開始時に武器選択が無く、1P側がプラズマレーザー、2P側がプロトンレーザー改を装備していた。第三回ロケテストで開始時に任意選択に変更
- ゲームスタート時の難易度選択 - 当初は「LIGHT」「NORMAL」「STRONG」の3種類。第四回ロケテストで製品版の2種類に
- フラッシュショットの倍率 - ロケテスト版では『雷電III』と同じく最大2倍。第四回ロケテストで最大5倍に変更
- 早回し - 2面などの一部に実装されていた。第四回ロケテストで削除

## 移植版
2008年10月2日に、Xbox 360版が発売された。Xbox Liveを通じて、ハイスコアランキングの参加やゲームクリップの登録が可能。2014年5月13日に、PlayStation 3版が発売された。
2022年2月24日に、PlayStation 4、PlayStation 5、Nintendo Switch版が発売された。ゲーセンミカドとのコラボレーションによるアレンジBGMが収録。

### ステージ
アーケード版の完全移植である「アーケードモード」に加え、5面と6面が新たに追加され、全7ステージ制となった「Xbox 360モード」を遊ぶことができる。こちらは従前のステージにも敵配置などの変更が加えられている。
PlayStation 3版ではXbox 360でもリリースされた『雷電IV』へ、“OverKill mode”を追加。“OverKill mode”では敵配置が一新されている。

### 追加自機
Xbox 360版ではXbox Liveからダウンロードすることにより、「雷電Mk.II」と「フェアリー」が自機として使用可能になる。いずれも移動速度などの基本性能は『ライデンファイターズ』シリーズで登場した際のものに近いが、フェアリーは装備が一新されており、雷電Mk.IIは『雷電III』仕様のプロトンレーザーが使用可能である。